# ريناتو بامبانيني
ريناتو بامبانيني (بالإيطالية: Renato Pampanini)‏ (و. 1875 – 1949 م) هو عالم نبات من إيطاليا، ومملكة إيطاليا، توفي عن عمر يناهز 74 عاماً.